# Fran Guerra
Francisco Javier Guerra Trujillo, más conocido como Fran Guerra (Las Palmas de Gran Canaria, 23 de diciembre de 1992) es un jugador de baloncesto español. Con 2.14 de estatura, su puesto natural en la cancha es el de pívot. Actualmente juega en el La Laguna Tenerife de la liga ACB.

## Biografía
El canario llegó a la estructura del Club Baloncesto Estudiantes  para jugar Liga EBA, nada más llegar, debutó con Txus Vidorreta en 2012 contra Tenerife en ACB.
En la temporada 2012-13, promedió 12,6 puntos y 7,8 rebotes en Liga EBA y jugó 8 partidos en Liga Endesa con el Estudiantes. Al final de esa temporada, el pívot es cortado por el conjunto colegial y al comienzo de la siguiente temporada vuelve a ser repescado.
En la temporada 2014-15 fue cedido al Força Lleida, donde promedia 14,5 puntos, 6 rebotes y 20,5 de valoración, sumó 12 puntos, 4 rebotes y 4 robos para 18 de valoración en apenas 14 minutos.
En 2015, el pívot cumple su primera temporada con ficha del conjunto de ACB a las órdenes de Diego Ocampo, para regresar a LEB Oro en 2016-17 formando parte de la plantilla del Ourense Provincia Termal.
En 2018 fichó por el Iberostar Tenerife procedente del Melilla, siendo cedido por una temporada al Iberojet Palma. En la temporada 2019-20 se incorporó al club tinerfeño en la ACB.

## Internacional
Fran Guerra, internacional en categorías inferiores y clave (13 puntos y 6 rebotes) en el bronce que consiguió España en el Europeo sub-20 celebrado en 2012.
El 9 de febrero de 2021 recibió su primera convocatoria para la selección absoluta, para disputar la última Ventana de clasificación para el Eurobasket 2022, los días 19 y 21 de febrero de ese mismo año. Para ese campeonato fue preseleccionado por Sergio Scariolo, entre los jugadores para disputarlo; aunque finalmente fue uno de los últimos descartes en la última semana de preparación.